# 10
| 10                 |
| ------------------ |
| Dødsfald - Fødsler |
|                    |

| Gregoriansk kalender | 10 X                    |
| Ab urbe condita      | 763                     |
| Armensk kalender     | I/T                     |
| Kinesiske kalender   | 2706 – 2707 己巳 – 庚午 |
| Etiopisk kalender    | 2 – 3                   |
| Jødisk kalender      | 3770 – 3771             |
| Hindukalendere       |                         |
| - Vikram Samvat      | 65 – 66                 |
| - Shaka Samvat       | N/A                     |
| - Kali Yuga          | 3111 – 3112             |
| Iransk kalender      | 612 BP – 611 BP         |
| Islamisk kalender    | 631 BH – 630 BH         |

## Født
- Heron, græsk matematiker og ingeniør (død ca. 70)